# Julia Shannon

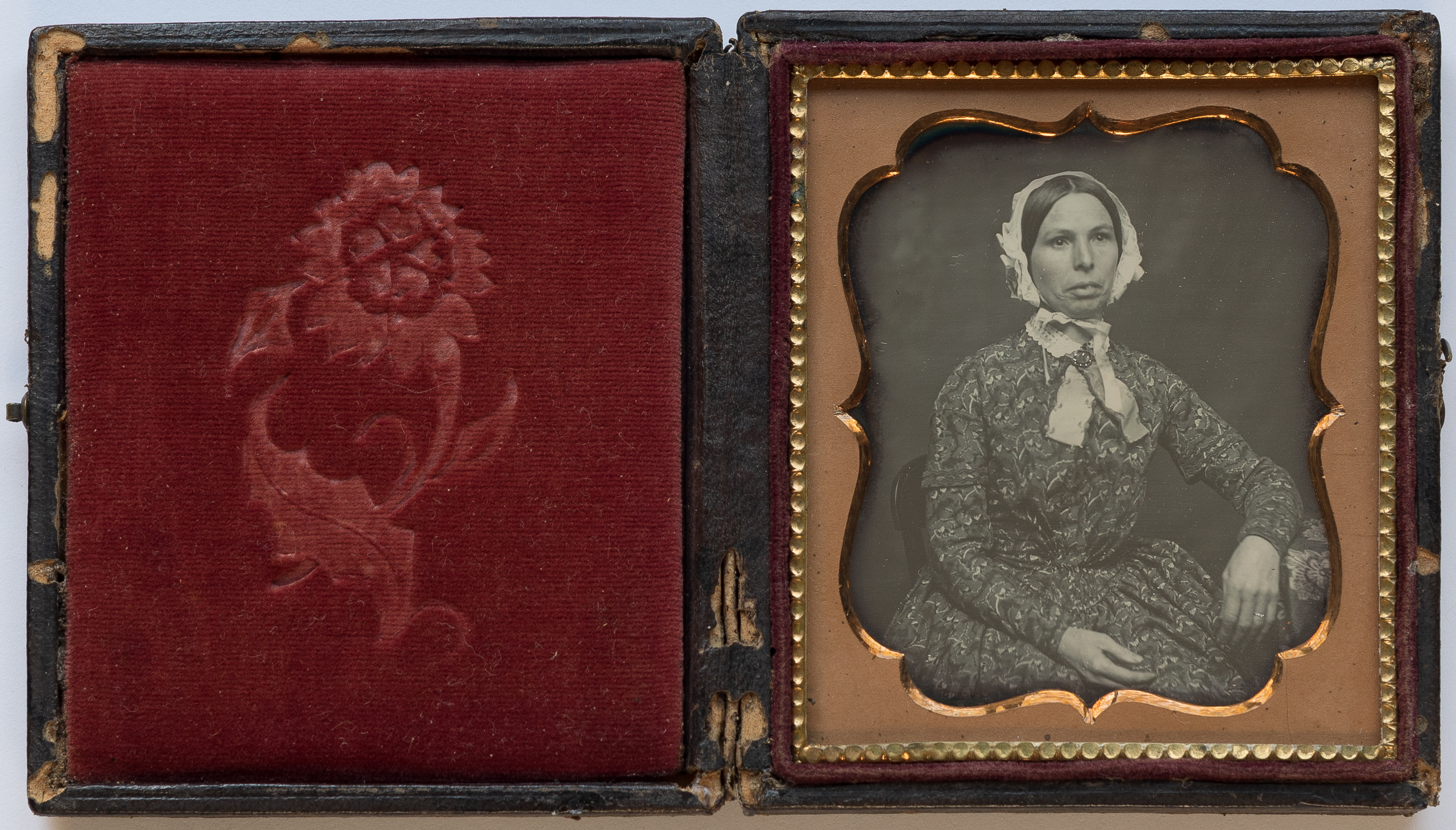
Porträt Julia Shannons, Daguerreotypie (Sechstelplatte) eines unbekannten Fotografen, entstanden zwischen 1848 und dem Todesjahr Shannons

Julia Shannon (* um 1812 in England; † vermutlich am 13. April 1854 in San Francisco) war eine amerikanische Daguerreotypistin, Hebamme und die erste bekannte professionelle Fotografin in Kalifornien.

## Leben und Werk
Eine Julia Shannon, deren Geburtsname unbekannt ist, wurde um 1812 in England geboren. Im Jahr 1832 war sie bereits mit dem ebenfalls aus England stammenden und um 1796 geborenen Joseph Shannon verheiratet; das genaue Hochzeitsdatum ist unbekannt. Im Jahr 1833 wurde ihr Sohn Alfred in New York geboren. 1835 und 1840 wurden ihre Töchter Maria († 1890) und Isabel – ebenfalls in New York – geboren. Palmquist und Kailborn vermuten in ihrem Standardwerk Pioneer Photographers of the Far West, dass diese Julia Shannon dieselbe ist, die im Januar 1850 in der Zeitung San Francisco Alta California für ihre Dienste als Fotografin warb.
Zum genauen Zeitpunkt von Shannons Ankunft in San Francisco existieren unterschiedliche Angaben. Shannons Todesanzeige in der Zeitung San Francisco Wide West vom 16. April 1854 gibt als Jahr 1848 an, während die 1855 erschienenen Annals of San Francisco Joseph Shannons Ankunft in San Francisco auf den November 1849 datieren. Am 29. Januar 1850 erschien in der Zeitung Alta California eine Anzeige, in der Shannon ihre Dienste als Fotografin anbot:
| DAGUERREOTYPES TAKEN BY A LADY — Those wishing to have a good likeness are informed that they can have them taken in a very superior manner, and by a real live lady too, in Clay St. opposite the St. Francis Hotel, at a very moderate charge. Give her a call, gents. | VON EINER DAME HERGESTELLTE DAGUERROTYPIEN — Diejenigen, welche sich ein gutes Konterfei wünschen, seien darüber informiert, dass sie solche in ausgezeichneter Qualität und auch von einer echten lebenden Dame in der Clay Street, gegenüber dem St. Francis Hotel, zu einem sehr angemessenen Preis bekommen können. Setzt euch mit ihr in Verbindung, meine Herren. |

Aus einer Zeitungsannonce vom Mai 1850 geht hervor, dass Shannon als Hebamme an der Ecke der Stockton Street und der Vallejo Street arbeitete. Das San Francisco City Directory vom September 1850 weist sie als Hebamme und Daguerreotypistin aus.
In dem Stadtbrand vom 4. Mai 1851 erlitt Shannon durch den Verlust zweier Häuser in der Sacramento Street einen Schaden in der zum damaligen Zeitpunkt beträchtlichen Höhe von 7000 Dollar. Eine letzte Erwähnung, allerdings ohne jegliche Berufsbezeichnung findet sich in einem Census aus dem Jahr 1852. Palmquist und Kailborn vermuten, Shannon habe zu diesem Zeitpunkt noch als Hebamme, aber nicht mehr als Fotografin gearbeitet.

## Verbleib der Werke
Zum Verbleib ihrer Werke bemerkt Palmquist, keine von Shannon hergestellte Fotografie sei bisher bekannt. Er vermutet allerdings, dass Shannon sich der Porträtfotografie widmete.